# Zoomorfismus

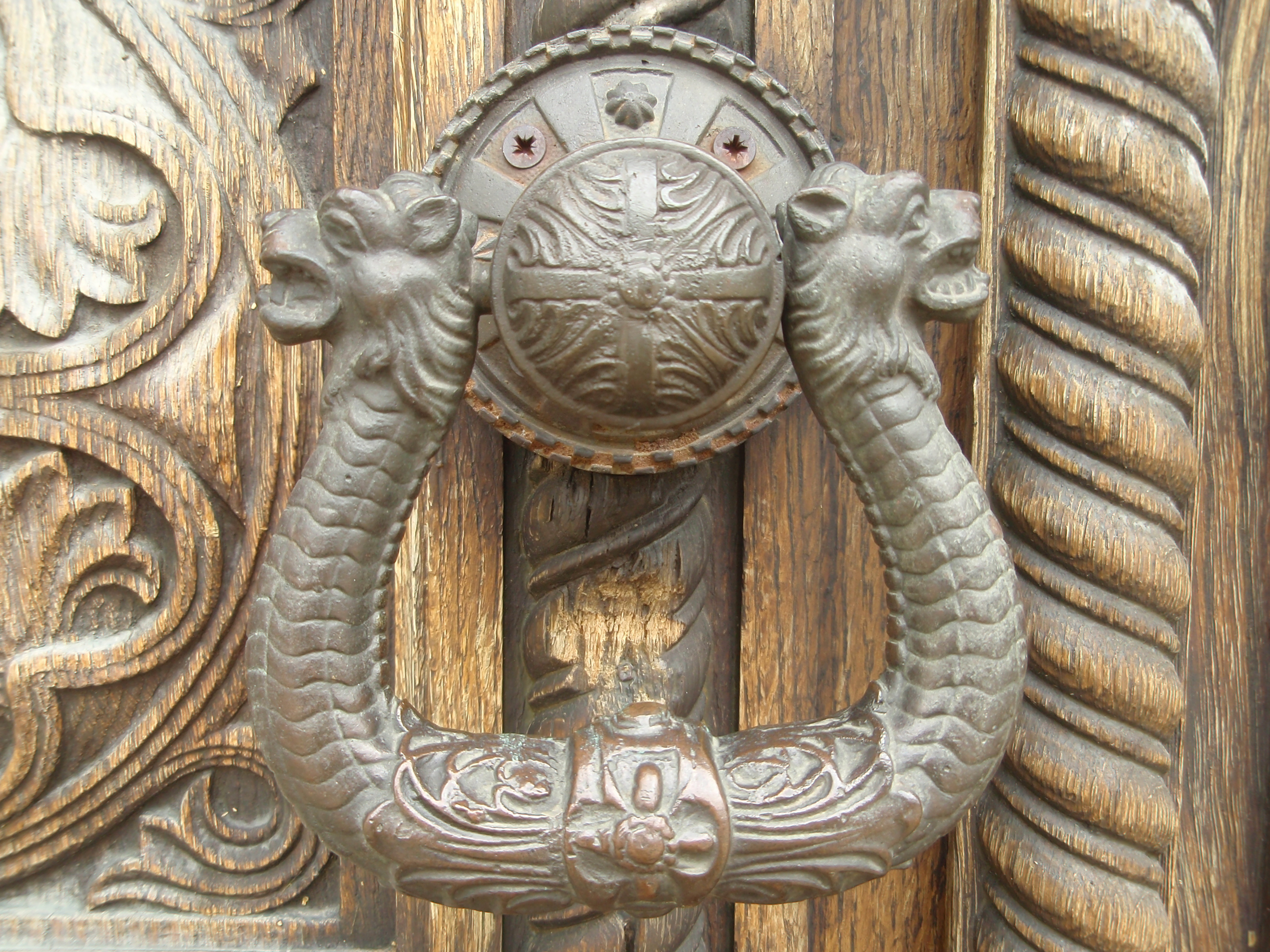
Zoomorfní klika katedrály v Sofii představuje zvířata

Zoomorfismus (z řeckého zōon morphē, což znamená "zvířecí tvar") znamená myšlenkový a umělecký postup, při němž jsou nelidským objektům či bytostem přisuzovány zvířecí (živočišné) vlastnosti. V umění jde především zobrazování lidí v podobě zvířat, zobrazování jednoho druhu zvířete jako jiný druh zvířete či umění se zvířecím schématem. Předmět, který není zvířecí, ale jemuž jsou přisuzovány zvířecí vlastnosti, se nazývá zoomorf.

## Příklady
- představa a zobrazování boha ve zvířecí podobě[1]
- zoomorfní iniciála – první písmena v knihách v podobě různých živočichů[2]
- v pravěku: rytiny do kamenů, jeskynní malby, sošky (např. kámen ve tvaru zvířete, zvíře vyřezané z určitého materiálu)[3]